# کنوانسیون قانون اساسی ایالات متحده آمریکا

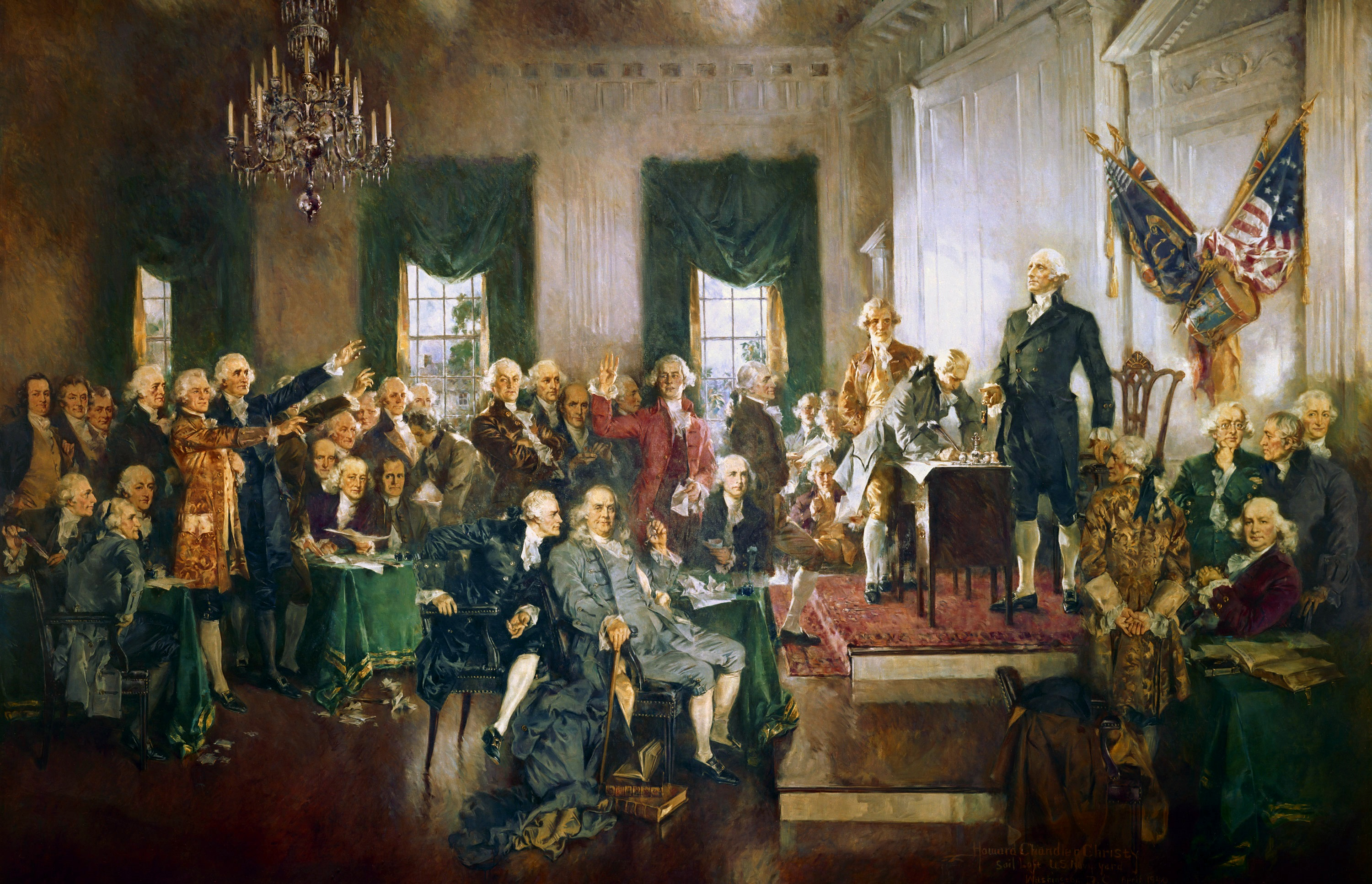
صحنه امضای قانون اساسی ایالات متحده

کنوانسیون قانون اساسی (به انگلیسی: The Constitutional Convention) (که به نام‌های کنوانسیون فدرال (به انگلیسی: Federal Convention)  کنوانسیون فیلادلفیا  یا کنوانسیون بزرگ در فیلادلفیا نیز شناخته می‌شود) از ۲۵ مه تا ۱۷ سپتامبر ۱۷۸۷، در خانه ایالتی پنسیلوانیا (در حال حاضر به نام تالار استقلال) در فیلادلفیا برگزار شد. اگرچه کنوانسیون برای تجدید نظر در ایالت‌ها و اولین سیستم حکومتی تحت مواد کنفدراسیون در نظر گرفته شده بود، اما از آغاز هدف آن از نظر برخی مثل جیمز مدیسون از ویرجینیا و الکساندر همیلتون از نیویورک، ایجاد یک دولت جدید مستقل بود تا اصلاح دولت موجود. جرج واشینگتن از ویرجینیا، فرمانده سابق ارتش قاره‌ای در اواخر جنگ انقلاب آمریکا (۱۷۸۳–۱۷۷۵) و طرفدار ایجاد یک دولت قوی ملی، به عنوان رئیس کنوانسیون انتخاب شد. نتیجه کنوانسیون ایجاد قانون اساسی ایالات متحده آمریکا بود و این کنوانسیون را در زمره مهمترین وقایع تاریخ آمریکا قرار دارد.
در آن زمان، این کنوانسیون به عنوان «کنوانسیون قانون اساسی» یاد نمی‌شد و اکثر نمایندگان با هدف تهیه پیش نویس قانون اساسی جدید وارد این کنوانسیون نشدند. بسیاری تصور می‌کردند که هدف کنوانسیون بحث و پیش نویس اصلاحات مربوط به مواد کنفدراسیون بود. با این وجود، پس از آغاز کنوانسیون، اکثر نمایندگان - گرچه نه همه - در شرایط کلی به توافق رسیدند که هدف یک سیستم جدید حکومتی باشد، نه صرفاً یک نسخه اصلاح شده از مواد کنفدراسیون.
چندین طرح کلی مطرح و مورد بحث قرار گرفت، از جمله مهم‌ترین آنها طرح ویرجینیا جیمز مدیسون و طرح نیوجرسی ویلیام پترسون بود. طرح ویرجینیا به عنوان اساس دولت جدید انتخاب شد. در حالی که مفهوم دولت فدرال با سه قوه (مقننه، مجریه و قضایی) و نقش عمومی هر قوه مورد مناقشه قرار نگرفت، وجود چندین موضوع باعث شد تا پیشرفت کنوانسیون به تأخیر بیفتند. مشاجره برانگیزترین اختلافات پیرامون ترکیب و انتخاب مجلس سنا به عنوان دو مجلس عالی قانونگذاری در کنگره بود.
بیشتر وقت کنگره صرف تصمیم‌گیری دربارهٔ این مسائل بود: آیا «نمایندگی متناسب» باید توسط جغرافیای یک کشور یا توسط جمعیت آن تعریف شود، و آیا برده‌ها باید شمارش شوند؛ آیا قدرت اجرایی بین سه نفر تقسیم شود یا اینکه قدرت در اختیار یک رئیس اجرایی باشد که رئیس‌جمهور خوانده شود؛ چگونه یک رئیس‌جمهور انتخاب می‌شود، برای چه دوره ای، و اینکه آیا هر رئیس‌جمهور به یک دوره خاص محدود می‌شود. و به چه جرایمی باید استیضاح شود؛ ماهیت بند برده فراری، و اینکه آیا اجازه لغو تجارت برده وجود دارد؛ و اینکه آیا قضات باید توسط قوه مقننه یا مجریه انتخاب شوند.
پیشرفت تا اواسط ژوئیه کند بود. اگرچه طی هفته‌های بعدی اصلاحات بیشتری انجام شد، اما اکثر پیش نویس‌های موجود همچنان پابرجا بود و می‌توان آنها را در نسخه نهایی قانون اساسی یافت. پس از حل چندین مسئله دیگر، یک نسخه نهایی از قانون اساسی در اوایل سپتامبر تهیه شد. پیش نویس توسط نمایندگان به رأی گذاشته شد و توسط ۳۹ نفر از ۵۵ نماینده در ۱۷ سپتامبر ۱۷۸۷ امضا شد. سپس قانون اساسی پیشنهادی تکمیل شد و جهت بحث و تصویب در اختیار عموم قرار گرفت.